# Première bataille navale d'Arica
Guerre du Pacifique
Batailles
Campagne navale
- Chipana
- Iquique
- Punta Gruesa
- Antofagasta (1re)
- Antofagasta (2e)
- Rímac
- Angamos
- Pilcomayo
- Arica (1re)
- Arica (2e)
- Callao

Campagne terrestre
- Topáter
- San Francisco
- Tarapacá
- Los Ángeles
- Alto de la Alianza (Tacna)
- Arica
- Chorrillos
- Miraflores
- Lima
- San Pablo
- Pachia
- La Concepción
- Huamachuco

La Première bataille navale d'Arica ou combat naval d'Arica était une action militaire qui a eu lieu au port d'Arica le 17 février 1880, pendant la Guerre du Pacifique (1879-1884) entre une partie de l'escadre du Chili et les forts d'Arica et le monitor Manco Cápac péruviens, donnant la victoire aux forces péruviennes.

## Antécédents
Après le débarquement à Pisagua le 2 novembre de 1879, annexant le territoire du Département de Tarapaca à l'exception de Arica et Tacna, le commandement chilien avait ordonné le blocus du port d'Arica pour éviter les ravitaillements de des troupes du commandant général de la 1re armée péruvienne du sud  du Lizardo Montero.
Dans ce contexte, le monitor Huáscar capturé dans la bataille navale d'Angamos le 8 d'Octobre de 1879 , faisait partie des navires Chiliens qui ont maintenu le blocus jusqu'à la fin de Février de 1880. 
Le 24 février de 1880, il est arrivé à Arica pour soulager le blocus et remplacer la frégate blindée Almirante Cochrane qui a été transféré à Pisagua. En tant que navire auxiliaire du blocus, la canonnière Magallanes était aussi présente.

## Le combat
Le combat s'est déroulé en trois phases qui ont eu lieu le 27 février 1880.

### Attaque des forts
A 8h30 heures du matin, le Huáscar s'est approché de la côte, près de l'île de Alacrán, pour reconnaître l'état des forts qui défendaient le port d'Arica. À la suite de cette approche, les défenses péruviennes du Morro de Arica, sous le commandement du colonel Arnaldo Panizo, ouvrent le feu sur Huáscar, rejoint par le monitor Manco Cápac. Du côté chilien, la canonnière Magallanes entre également en combat produisant un échange de tirs qui durera jusqu'à 9h20. À la suite de ces premiers tirs, le Huáscar reçoit 3 obus sans conséquences.

### Attaque du convoi de ravitaillement et deuxième combat avec les forts

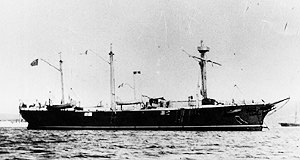
Canonnière Magallanes

A 11h00, un convoi venant de Tacna se dirigeant vers Arica est repéré par les chiliens. Pour la deuxième fois le Huáscar et le Magallanes s'approchent de la côte pour canonner le convoi. Puis le combat est à nouveau repris avec les défenses péruviennes, y compris les batteries situées sur la plage. Le Huáscar reçoit un impact direct, tuant 8 membres d'équipage et en blessant un autre 12. Le Huascar se retira et, avec le Magallanes, ils reprirent leur position de blocus.

### Combat du Huáscar avec Manco Cápac
Vers 13h00, le monitor Manco Cápac, commandé par le capitaine de frégate José Sánchez Lagomarsino, quitte la baie dans la direction du Huascar.
Une heure plus tard, le commandant chilien ordonne une attaque contre le monitor péruvien sans conséquences initiales compte tenu de la distance, 3200 m. A 14h30, alors que le Manco Capac était à 1800 m,  le commandant chilien décide d'éperonner le monitor du côté tribord. Mais en observant qu'il y avait un bateau de ce côté, qu'il pensait être un torpilleur, il décide de l'attaquer du côté bâbord. La manœuvre s'effectue très lentement et se trouve à portée de tir du canon de 500 livres péruvien. A ce moment là, Huáscar est immobilisé à 50 m de Manco Cápac, qui ne perd pas l'opportunité de tirer en toute sécurité. Un projectile du Manco Cápac frappe à mort le commandant Thomson et renverse également le mât d’artimon et détruit le code de signalisation. Ses machines repartent et le navire s'éloigne. Le Manco Cápac a l'ordre de retourner au port à 15h30 qui met fin au combat naval d'Arica.
Toutes les victimes chiliennes provenaient de l'équipage du Huáscar, à l'exception d'un marin du Magallanes. De nombreux projectiles sont tombés sur la ville, causant la mort de 5 civils et en blessant 11 autres. Les pertes militaires péruviennes ont été limitées à 3 soldats tués et 4 blessés, dont un capitaine.

### Épilogue

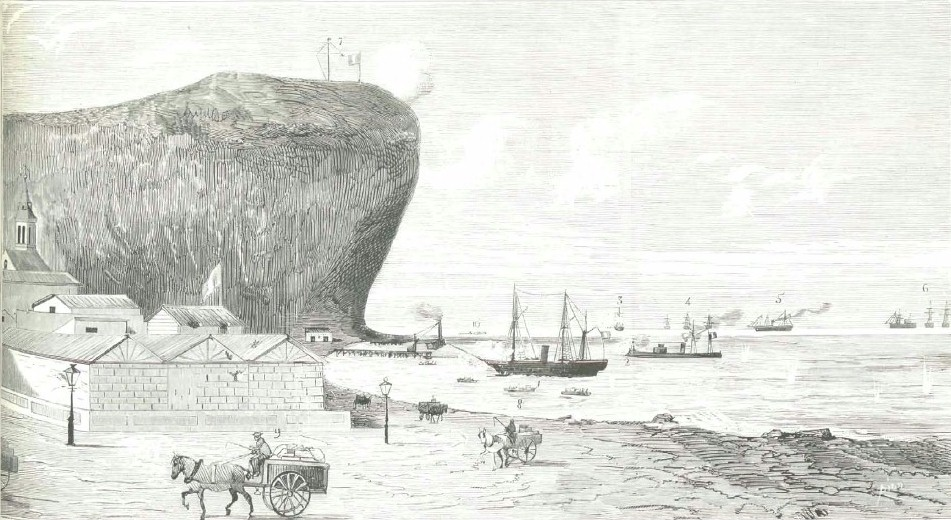
La corvette "Unión" force le blocus du port

Le contre-amiral Riveros, après avoir appris la mort du capitaine Thomson le 28 février, s'est rapidement mis en route pour Arica sur le Blanco Encalada, accompagné des transports d'artillerie Angamos et Itata et du torpilleur Janequeo, avec le ministre Rafael Sotomayor voyageant dans le convoi. L' Itata a emmené les cadavres et les blessés à Pisagua.
Sotomayor a ordonné le 29 de Février de 1880 le bombardement d'Arica, en profitant de Angamos et Huascar puissent tirer hors de portée des défenses côtières péruviennes qui durera jusqu'au 6 mars. Le 17 mars, la corvette péruvienne Unión force le blocus.
Les bombardements n'ont pas été efficaces en raison de la grande distance à partir de laquelle ils ont été exécutés, faisant peu de dégâts. L'armée péruvienne, durant cette phase, s'était  retiré dans les collines immédiates.